# Peromyia monilis
Peromyia monilis är en tvåvingeart som beskrevs av Boris Mamaev 1965. Peromyia monilis ingår i släktet Peromyia och familjen gallmyggor. Arten är reproducerande i Sverige. Inga underarter finns listade i Catalogue of Life.